# Nazionale femminile di pallacanestro dell'Unione Sovietica
La nazionale di pallacanestro femminile dell'Unione Sovietica, selezione delle migliori giocatrici di pallacanestro di nazionalità sovietica, ha rappresentato l'Unione Sovietica nelle competizioni internazionali femminili di pallacanestro organizzate dalla FIBA, dal 1935 al 1991, anno della dissoluzione dello Stato.

## Storia
Affiliata alla FIBA sin dal 1935, ha ottenuto la sua prima vittoria ai Campionati Europei 1950.

È stata la dominatrice incontrastata delle competizioni europee (21 vittorie su 22 partecipazioni agli europei) e si divide la supremazia in ambito mondiale con la nazionale statunitense.
Si è dissolta nel 1991 e ha partecipato alle Olimpiadi di Barcellona 1992 come squadra unificata, rappresentante cioè le repubbliche affiliate alla Comunità degli Stati Indipendenti.

## Piazzamenti
Olimpiadi
- 1976 -  1°
- 1980 -  1°
- 1988 -  3°

Mondiali
- 1957 -  2°
- 1959 -  1°
- 1964 -  1°
- 1967 -  1°
- 1971 -  1°
- 1975 -  1°
- 1983 -  1°
- 1986 -  2°
- 1990 - 5°

Europei
- 1950 -  1°
- 1952 -  1°
- 1954 -  1°
- 1956 -  1°
- 1958 -  2°
- 1960 -  1°
- 1962 -  1°
- 1964 -  1°
- 1966 -  1°
- 1968 -  1°
- 1970 -  1°
- 1972 -  1°

- 1974 -  1°
- 1976 -  1°
- 1978 -  1°
- 1980 -  1°
- 1981 -  1°
- 1983 -  1°
- 1985 -  1°
- 1987 -  1°
- 1989 -  1°
- 1991 -  1°

## Formazioni

### Olimpiadi
Pallacanestro ai Giochi della XXI Olimpiade - Torneo femminile4 Rupšienė, 5 T. Zacharova, 6 Kurv'jakova, 7 Baryševa, 8 Ovečkina, 9 Šuvaeva, 10 Semënova, 11 N. Zacharova, 12 Ferjabnikova, 13 Sucharnova, 14 Dauniene, 15 Klimova,        All. Lidija Alekseeva
Pallacanestro ai Giochi della XXII Olimpiade - Torneo femminile4 Rupšienė, 5 Šarmaj, 6 Šulskytė, 7 Baryševa, 8 Ovečkina, 9 Šuvaeva, 10 Semënova, 11 Rogožyna, 12 Ferjabnikova, 13 Sucharnova, 14 Zacharova, 15 Ivinskaja,        All. Lidija Alekseeva
Pallacanestro ai Giochi della XXIV Olimpiade - Torneo femminile4 Evkova, 5 Gerlic, 6 Barel', 7 Sumnikova, 8 Burjakina, 9 Jakovleva, 10 Minch, 11 Leonova, 12 Chudašova, 13 Tuomaitė, 14 Zasul'skaja, 15 Savičkaja,        All. Leonid Jačmenëv

### Campionati del mondo
Campionato mondiale femminile di pallacanestro 19573 Maksimel'janova, 4 Maksimova, 5 Kostikova, 6 Kopylova, 7 Poznanskaja, 8 Tulevičiūtė, 10 Michajlova, 11 Kudrjavceva, 12 Erëmina, 13 Stepina, 14 Uztupe,        All. Vladimir Gorochov
Campionato mondiale femminile di pallacanestro 19593 Maksimel'janova, 4 Smildziņa, 5 Kostikova, 6 Otsa, 7 Poznanskaja, 8 Michajlova, 9 Kitsing, 10 Daktaraitė, 11 Arciševskaja, 12 Erëmina, 13 Stepina, 14 Bitnere,        All. Stepas Butautas
Campionato mondiale femminile di pallacanestro 19644 Poznanskaja, 5 Pyrkova, 6 Antipina, 7 Salimova, 8 Michajlova, 9 Kukanova, 10 Orel, 11 Smildziņa, 12 Lüütsepp, 13 Sorokina, 14 Leont'eva, 15 Čijanova,        All. Lidija Alekseeva
Campionato mondiale femminile di pallacanestro 19674 Poznanskaja, 5 Pyrkova, 6 Kysel'ova, 7 Salimova, 8 Michajlova, 9 Kukanova, 10 Orel, 11 Smildziņa, 12 Antipina, 14 Ravdone, 15 Čijanova, 16 Eremkina,        All. Lidija Alekseeva
Campionato mondiale femminile di pallacanestro 19714 Rupšienė, 5 Kobzeva, 6 Kurv'jakova, 7 Lemechova, 8 Semënova, 9 Vinčaitė, 10 Dmitrieva, 11 Zacharova, 12 Ferjabnikova, 13 Guseva, 14 Dauniene, 15 Klimova,        All. Lidija Alekseeva
Campionato mondiale femminile di pallacanestro 19754 Rupšienė, 5 Ovčinnikova, 6 Kurv'jakova, 7 Baryševa, 8 Ovečkina, 9 Šuvaeva, 10 Semënova, 11 N. Zacharova, 12 Ferjabnikova, 13 Sucharnova, 14 T. Zacharova, 15 Klimova,        All. Lidija Alekseeva
Campionato mondiale femminile di pallacanestro 19834 Šidlauskaitė, 5 Baryševa, 6 Barel', 7 Ivinskaja, 8 Burjakina, 9 Šuvaeva, 10 Semënova, 11 Rogožyna, 12 Čausova, 13 Sucharnova, 14 Šulskytė, 15 Savičkaja,        All. Lidija Alekseeva
Campionato mondiale femminile di pallacanestro 19864 Guba, 5 Gerlic, 6 Barel', 7 Tornikidu, 8 Sumnikova, 9 Jakovleva, 10 Minch, 11 Rogožyna, 12 Kaputskaja, 13 Kudrevatova, 14 Kurikša, 15 Kuznecova,        All. Leonid Jačmenëv
Campionato mondiale femminile di pallacanestro 19904 Evkova, 5 Kuznecova, 6 Kušč, 7 Mozgovaja, 8 Švajbovič, 9 Tkačenko, 10 Minch, 11 Chudašova, 12 Sumnikova, 13 Šakirova, 14 Zasul'skaja, 15 Savičkaja,        All. Evgenij Gomel'skij

### Campionati europei
Campionato europeo femminile di pallacanestro 19503 Maksimel'janova, 4 Moiseeva, 5 Mament'eva, 6 Maksimova, 7 Alekseeva, 8 Evg. Rjabuškina, 9 Kopylova, 10 Evd. Rjabuškina, 11 Pimenova, 12 Charitonova, 13 V. Rjabuškina, 15 Stasjuk, 16 Burdina,        All. Konstantin Travin
Campionato europeo femminile di pallacanestro 19523 Nazarenko, 4 Maksimova, 5 Mament'eva, 6 Kopylova, 7 Alekseeva, 8 Rjabuškina, 9 Moiseeva, 10 Urdang, 11 Stasjuk, 12 Lobanova, 13 Stepina, 14 Uztupe, 15 Gomel'skaja, 16 Otsa,        All. Konstantin Travin
Campionato europeo femminile di pallacanestro 19543 Maksimel'janova, 4 Maksimova, 5 Mament'eva, 6 Kopylova, 7 Alekseeva, 8 Rjabuškina, 9 Moiseeva, 10 Uztupe, 11 Nazarenko, 12 Arciševskaja, 13 Stepina, 14 Zaznobina, 15 Asit'ashvili, 16 Otsa,        All. Vladimir Gorochov
Campionato europeo femminile di pallacanestro 19563 Maksimel'janova, 4 Maksimova, 5 Mament'eva, 6 Kopylova, 7 Alekseeva, 8 Poznanskaja, 9 Kostikova, 10 Uztupe, 11 Arciševskaja, 12 Erëmina, 13 Stepina, 14 Värk, 15 Asit'ashvili, 16 Otsa,        All. Vladimir Gorochov
Campionato europeo femminile di pallacanestro 19583 Maksimel'janova, 4 Maksimova, 5 Kostikova, 6 Otsa, 7 Tulevičiūtė, 8 Michajlova, 10 Kudrjavceva, 11 Arciševskaja, 12 Erëmina, 13 Stepina, 14 Kraus, 15 Bitnere,        All. Stepas Butautas
Campionato europeo femminile di pallacanestro 19603 Poznanskaja, 4 Smildziņa, 5 Kostikova, 6 Otsa, 7 Nikitina, 8 Michajlova, 9 Dronova, 10 Daktaraitė, 11 Bitnere, 12 Erëmina, 13 Stepina, 14 Jedeleva,        All. Stepas Butautas
Campionato europeo femminile di pallacanestro 19624 Uztupe, 5 Pyrkova, 6 Leont'eva, 7 Poznanskaja, 8 Jedeleva, 9 Kukanova, 10 Orel, 11 Smildziņa, 12 Lüütsepp, 13 Daktaraitė, 14 Kysel'ova, 15 Salimova,        All. Lidija Alekseeva
Campionato europeo femminile di pallacanestro 19644 Poznanskaja, 5 Pyrkova, 6 Sorokina, 7 Salimova, 8 Michajlova, 9 Kukanova, 10 Orel, 11 Smildziņa, 12 Leont'eva, 13 Magidson, 14 Ravdone, 15 Čijanova,        All. Lidija Alekseeva
Campionato europeo femminile di pallacanestro 19664 Poznanskaja, 5 Pyrkova, 6 Magidson, 7 Salimova, 8 Michajlova, 9 Kukanova, 10 Orel, 11 Smildziņa, 12 Voronina, 13 Jukelienė, 14 Ravdone, 15 Čijanova,        All. Lidija Alekseeva
Campionato europeo femminile di pallacanestro 19684 Bareikytė, 5 Pyrkova, 6 Antipina, 7 Salimova, 8 Čijanova, 9 Kukanova, 10 Zacharova, 11 Smildziņa, 12 Voronina, 13 Bubčikova, 14 Semënova, 15 Švecova,        All. Lidija Alekseeva
Campionato europeo femminile di pallacanestro 19704 Kuznecova, 5 Kobzeva, 6 Švecova, 7 Guseva, 8 Ovečkina, 9 Kukanova, 10 Dmitrieva, 11 Zacharova, 12 Voronina, 13 Bubčikova, 14 Semënova, 15 Ferjabnikova,        All. Lidija Alekseeva
Campionato europeo femminile di pallacanestro 19724 Rupšienė, 5 Kobzeva, 6 Kurv'jakova, 7 Kuz'mina, 8 Ovečkina, 9 Kuznecova, 10 Semënova, 11 Zacharova, 12 Ferjabnikova, 13 Guseva, 14 Sucharnova, 15 Klimova,        All. Lidija Alekseeva
Campionato europeo femminile di pallacanestro 19744 Sucharnova, 5 Ovčinnikova, 6 Kurv'jakova, 7 Baryševa, 8 Ovečkina, 9 Kuznecova, 10 Semënova, 11 Zacharova, 12 Ferjabnikova, 13 Šuvaeva, 14 Dauniene, 15 Klimova,        All. Lidija Alekseeva
Campionato europeo femminile di pallacanestro 19764 Rupšienė, 5 Šulskytė, 6 Kurv'jakova, 7 Baryševa, 8 Ovečkina, 9 Šuvaeva, 10 Semënova, 11 Zacharova, 12 Ferjabnikova, 13 Sucharnova, 14 Dauniene, 15 Klimova,        All. Lidija Alekseeva
Campionato europeo femminile di pallacanestro 19784 Rupšienė, 5 Šarmaj, 6 Šulskytė, 7 Baryševa, 8 Ovečkina, 9 Šuvaeva, 10 Semënova, 11 Ovčinnikova, 12 Ferjabnikova, 13 Sucharnova, 14 Erofeeva, 15 Čausova,        All. Lidija Alekseeva
Campionato europeo femminile di pallacanestro 19804 Barel', 5 Šarmaj, 6 Šulskytė, 7 Baryševa, 8 Ovečkina, 9 Šuvaeva, 10 Semënova, 11 Rogožyna, 12 Čausova, 13 Sucharnova, 14 Erofeeva, 15 Savičkaja,        All. Lidija Alekseeva
Campionato europeo femminile di pallacanestro 19814 Barel', 5 Mel'ničenko, 6 Kudrevatova, 7 Baryševa, 8 Erofeeva, 9 Šuvaeva, 10 Semënova, 11 Rogožyna, 12 Čausova, 13 Sucharnova, 14 Feodorova, 15 Savičkaja,        All. Lidija Alekseeva
Campionato europeo femminile di pallacanestro 19834 Šidlauskaitė, 5 Baryševa, 6 Barel', 7 Jakovleva, 8 Burjakina, 9 Šuvaeva, 10 Semënova, 11 Rogožyna, 12 Čausova, 13 Sucharnova, 14 Kurikša, 15 Savičkaja,        All. Lidija Alekseeva
Campionato europeo femminile di pallacanestro 19854 Šidlauskaitė, 5 Tuomaitė, 6 Barel', 7 Ivinskaja, 8 Burjakina, 9 Jakovleva, 10 Semënova, 11 Komarova, 12 Čausova, 13 Sucharnova, 14 Kurikša, 15 Savičkaja,        All. Lidija Alekseeva
Campionato europeo femminile di pallacanestro 19874 Levčenko, 5 Tuomaitė, 6 Barel', 7 Tornikidu, 8 Burjakina, 9 Leonova, 10 Minch, 11 Jakovleva, 12 Chudašova, 13 Sucharnova, 14 Zasul'skaja, 15 Savičkaja,        All. Leonid Jačmenëv
Campionato europeo femminile di pallacanestro 19894 Zabolueva, 5 Kuznecova, 6 Barel', 7 Tornikidu, 8 Sumnikova, 9 Aleksandrova, 10 Gerlic, 11 Švajbovič, 12 Chudašova, 13 Abros'kina, 14 Zasul'skaja, 15 Savičkaja,        All. Evgenij Gomel'skij
Campionato europeo femminile di pallacanestro 19914 Žyrko, 5 Baranova, 6 Kušč, 7 Mozgovaja, 8 Burmistrova, 9 Tkačenko, 10 Minch, 11 Chudašova, 12 Sumnikova, 13 Šakirova, 14 Zasul'skaja, 15 Zabolueva,        All. Evgenij Gomel'skij

## Nazionali giovanili
- Selezioni giovanili della nazionale di pallacanestro femminile dell'Unione Sovietica